# Fliegerstaffel 5

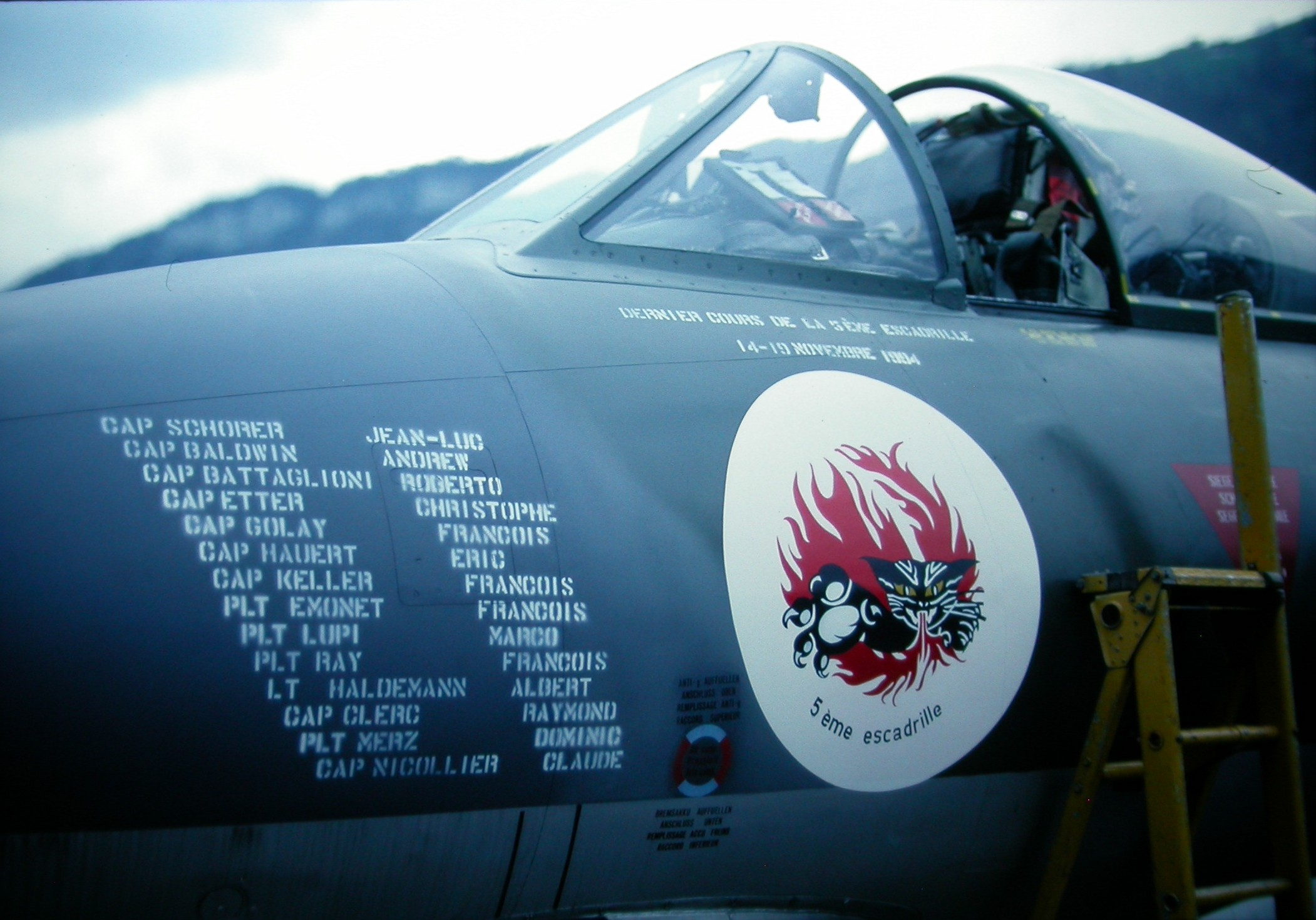
Das jüngere Emblem der Staffel 5 zierte auch Flugzeuge des letzten Kurses der Staffel im November 1994 – zusätzlich waren die Namen aller Piloten angebracht worden.

Die Fliegerstaffel 5 war eine bei der Auflösung im 1994 mit Hawker Hunter Kampfflugzeugen ausgerüstete Fliegerstaffel der Schweizer Luftwaffe. Ihre Heimatbasis war der Militärflugplatz Interlaken. Die Fliegerstaffel 5 trug als Wappen einen schwarzen Luchs mit gelben Augen, der seine rechte Pfote mit Krallen ausstreckte. Aus seinem Mund kamen rote Flammen, die in den Hintergrund übergingen. Das Abzeichen war rund und hatte eine weisse Basis. Unter dem Luchs war in schwarz 5ème escadrille geschrieben. Zuvor war das Abzeichen bis ins Jahr 1979 ein schildförmiges Wappen mit stilisiertem Luchskopf, der auch einmal für einen Drachenkopf gehalten wurde.

## Geschichte

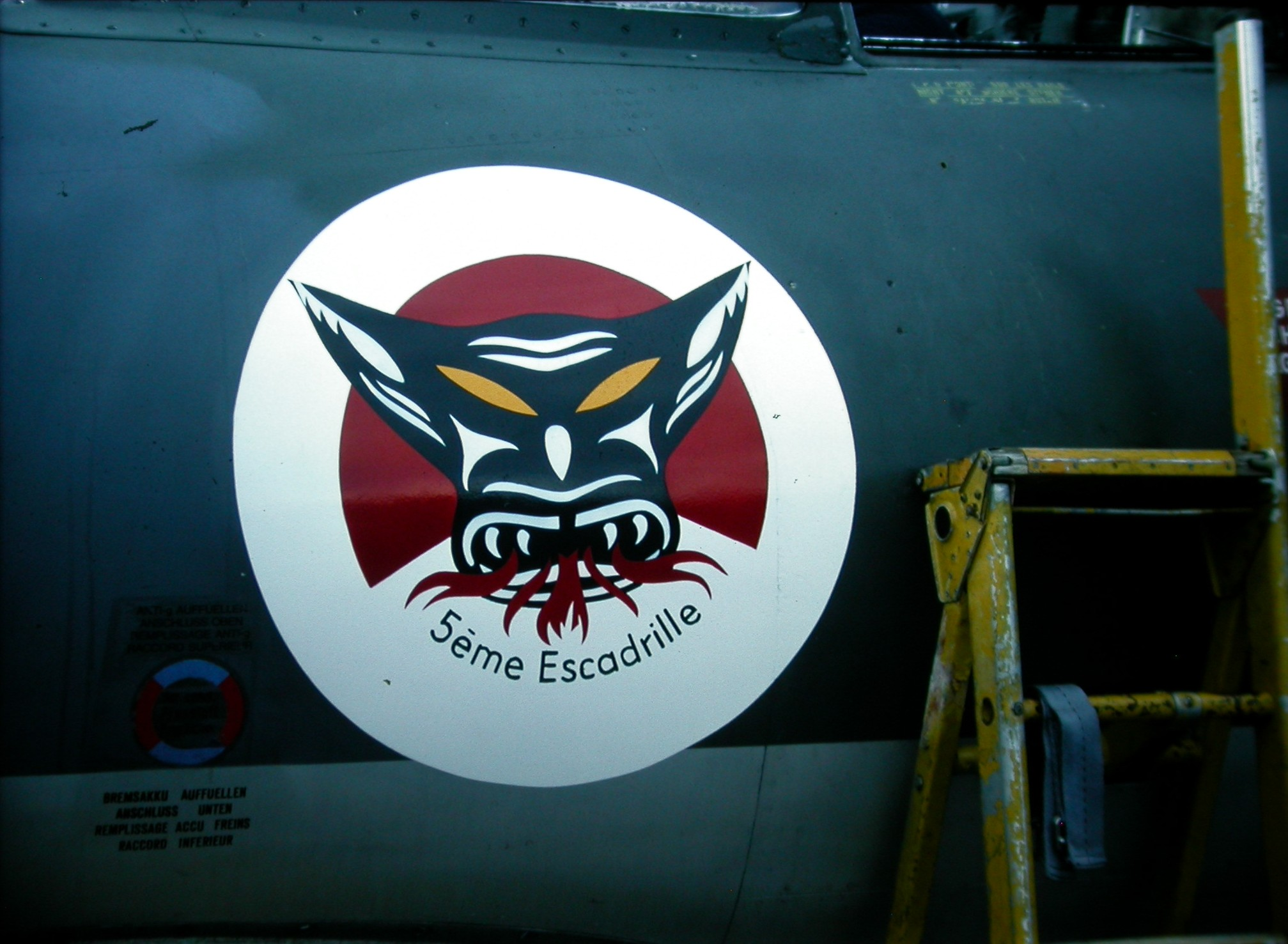
Die bis 1979 ältere Variante des Staffelemblems wurde ebenfalls nochmals im November 1994 auf Flugzeugen angebracht.

Im Jahr 1925 war die Fliegerkompanie 5 gegründet worden. Zum Einsatz kamen erst die Flugzeugtypen Häfeli DH-5 und C-35. 1940 wurden diese durch die neuen Morane D-3800 ersetzt. Im Jahr 1945 wurde während einer Reorganisation das Fliegende Personal der Fliegerkompanie 5 in die neu geschaffene Fliegerstaffel 5 umgeteilt. Von 1951 bis 1959 nutzte die Fliegerstaffel 5 das Jetflugzeug De Havilland DH.100 Vampire. Im Jahr 1959 erfolgte die Umschulung auf den Hawker Hunter auf dem Militärflugplatz Raron. Anschliessend war die Fliegerstaffel 5 bis zur Ausserdienststellung der Hawker Hunter 1994 in Interlaken beheimatet und wurde anschliessend aufgelöst. Der Militärflugplatz Interlaken existierte noch einige Zeit als Helikopterbasis und Kompetenzzentrum für Kriegsreparaturen weiter, bis auch er einem zivilen Betreiber übergeben wurde.
Das wohl bekannteste Mitglied der Fliegerstaffel 5 war der Schweizer Astronaut Claude Nicollier, der bis zur Auflösung der Staffel im 1994 den Hunter pilotierte.

## Flugzeuge
- Häfeli DH-5
- C-36
- Morane D-3800
- de Havilland DH.100 Vampire
- Hawker Hunter

## Belege
1. ↑  Christophe Donnet: Hunter fascination. Schück, Adliswil 1995, ISBN 3-9520906-0-3, S. 307